# Phindiwe Sangweni
Phindiwe Dlamini-Sangweni (sinh ngày 2 tháng 12 năm 1963, với tư cách là Công chúa HRH Phindiwe Rita Dlamini) là một luật sư và doanh nhân người Nam Phi. Bà hiện là thành viên của Quốc hội Châu Phi và là Giám đốc điều hành của Siyakhuluma Consultingancy, một công ty tư nhân. Phindiwe là Công chúa chính của hoàng gia Nhlangwini, Công chúa của Hoàng gia Zulu và là anh em họ của Mswati III, Vua của Swaziland. Bà có tài sản ước tính khoảng 30 triệu đô la Mỹ từ các khoản đầu tư và cổ phần khác nhau trên Sàn giao dịch chứng khoán New York và Sở giao dịch chứng khoán Johannesburg.
Sangweni là nữ giám đốc da đen đầu tiên và đầu tiên của Tòa án Hiến pháp Nam Phi.

## Đầu đời
Phindiwe sinh ra ở Ixopo, Kwazulu-Natal. Cha mẹ bà là Inkhosi C Dlamini và Inkhosikati H Dlamini. Năm hai tuổi, gia đình bà chuyển cô đến Umzinto. Bà đã hoàn thành chương trình học cấp hai tại trường trung học Holy Heart ở Verulem.

## Giáo dục & sự nghiệp
Năm 1993, Phindiwe nhận bằng B. Proc về chuyên ngành Luật của Đại học Natal. Năm 2005, Sangweni từng là Cố vấn thực thi của Smangaliso Mkhatshwa, Thị trưởng điều hành của Pretoria.
Vào ngày 16 tháng 9 năm 2010, Phindiwe Dlamini-Sangweni đã phát biểu tại một cuộc họp ngắn mang tên " Lãnh đạo truyền thống trong thế giới hiện đại: Chủ nghĩa nhân đạo, văn hóa và người di cư" trong Tòa nhà văn phòng Rayburn ở Washington, DC do Nghị sĩ Diane Watson, thành viên của Hạ viện tiến hành Ủy ban đối ngoại có quận Los Angeles bao gồm Little Ethiopia. Được ủy quyền với việc đến thăm hoàng gia từ Cameroon và Ethiopia (Hoàng tử Ermias Sahle Selassie), bà đã mô tả sự lãnh đạo văn hóa được thực thi bằng cách trị vì và phế truất hoàng gia giữa các thành viên của cộng đồng dân tộc sống ở vùng đất tổ tiên hoặc cộng đồng người Anh.

## Những đứa con và hôn nhân
Công chúa Phindiwe có hai con. Bà đã kết hôn với Mhlengi Moses Sangweni vào năm 1994 và họ ly dị vào năm 1997. Bà có một con trai, Makhosini "Omari" Dlamini, sinh tháng 12 và cô cũng có một cô con gái, Nikita Dlamini sinh năm 1995.